# Staatspräsident (Frankreich)
Der französische Staatspräsident ist das Staatsoberhaupt der Französischen Republik und von Amts wegen auch Kofürst von Andorra. Die Amtszeit beträgt fünf Jahre. In französischer Sprache lautet sein Titel Président de la République française; üblich sind die verkürzten Formen Président de la République und le Président. Sein Amtssitz ist der Élysée-Palast in Paris.
Anders als in vielen anderen parlamentarischen Demokratien, in denen der jeweilige Präsident überwiegend repräsentative Aufgaben hat, besitzt der französische Präsident ein hohes Maß an politischer Macht.
Seit dem 14. Mai 2017 ist Emmanuel Macron mit 39 Jahren bei Amtsantritt Frankreichs bisher jüngster Staatspräsident.

## Wahlmodus, Amtszeit und Stellung
Grundsätzlich zum Staatspräsidenten wählbar sind alle französischen Staatsbürger, die das 18. Lebensjahr (seit 2011; zuvor 23.) vollendet haben und von 500 gewählten Mandatsträgern unterstützt werden, die 30 verschiedene Départements bzw. Überseegebiete vertreten müssen, wobei seit der Verfassungsänderung zum 14. April 2011 höchstens 10 % der Gesamtzahl unterstützender Mandatsträger aus demselben Département/Überseegebiet stammen darf.
Der Staatspräsident wird alle fünf Jahre direkt vom Volk gewählt. Erforderlich ist eine absolute Mehrheit. Wird diese nicht beim ersten Wahlgang erreicht, so gibt es im zweiten Wahlgang eine Stichwahl zwischen den zwei Kandidaten mit den meisten Stimmen. Die Wiederwahl ist möglich, allerdings dürfen höchstens zwei Amtszeiten direkt aufeinander folgen.
Die Amtszeit betrug von 1875 bis 1940 und von 1946 bis 2002 sieben Jahre (Septennat); die Zahl der Wiederwahlen war nicht begrenzt. Im Jahre 2000, unter Präsident Jacques Chirac, wurde die Amtszeit ab der Wahl 2002 auf fünf Jahre (Quinquennat) gekürzt. Durch diese Maßnahme soll die Wahrscheinlichkeit verringert werden, dass der Präsident und der vom Parlament getragene Ministerpräsident unterschiedlichen politischen Lagern angehören (sog. Cohabitation). Die ursprüngliche Amtszeit von sieben Jahren wurde zudem aus Gründen der mangelnden demokratischen Kontrolle (Abwahlmöglichkeiten sind stark begrenzt) kritisiert. Mehr als zwei direkt aufeinanderfolgende Amtszeiten sind seither ausgeschlossen.
Faktoren, die die herausragende politische Stellung des französischen Staatspräsidenten begründen, sind:
- Er wird direkt vom Volk gewählt (seit 1962)
- Er verfügt über beträchtliche politische Kompetenzen:
  - Er hat das Recht zur Auflösung der Nationalversammlung (allerdings nur einmal innerhalb von 12 Monaten).
  - Er ernennt den Premierminister und führt den Vorsitz im Ministerrat.
  - Er fertigt die Gesetze vor ihrem Inkrafttreten aus und kann weitere Beratungen über bereits verabschiedete Gesetze erzwingen sowie Volksentscheide durchführen lassen.
  - Er ist Oberbefehlshaber der Streitkräfte.
  - Er hat das Begnadigungsrecht inne.
  - In der französischen Verfassungswirklichkeit seit Beginn der Fünften Republik 1958 gibt es die Domaine réservé, einen „reservierten Bereich“, der dem Präsidenten die Verantwortung für Außenpolitik und Streitkräfte zuweist. So kann er etwa bei Gipfeltreffen das Land allein vertreten.[5]
- Er ernennt den Premierminister, der aber gegenüber dem Parlament verantwortlich ist, und nur auf dessen Wunsch wieder entlassen werden kann.

Der französische Staatspräsident muss keine Rechenschaft über sein Budget ablegen. Zudem kann das Parlament ihn nur wegen Hochverrats und Verhaltens, das „offensichtlich unvereinbar mit seiner Amtsausübung“ ist, abwählen.
Die starke Stellung des Präsidenten hat sich um 1958 entwickelt. Davor, zwischen 1876 und 1958, betrug die durchschnittliche Regierungsdauer acht Monate; das Land hatte nach 1789 16 Verfassungen. Im Algerienkrieg schließlich begann das Militär, „ohne Rückkopplung“ mit der Politik zu agieren.
Die Verfassung der Fünften Republik mit ihren geringeren Rechten für Parlament und Premierminister wurde vom damaligen Oppositionspolitiker François Mitterrand (1916–1996) als „permanenter Staatsstreich“ (Le Coup d’État permanent) kritisiert.

### Der eigene Apparat des Präsidenten
Der Regierungsapparat des Staatspräsidenten hat ungefähr 150 Beschäftigte. Der Generalsekretär stellt die Spitze dieser Administration dar. Seine Amtsbezeichnung ist « Secrétaire général du cabinet du président de la République française ».
- Weiteres siehe bei Der Élysée-Palast als Behörde

### Gehalt
Das Gehalt des französischen Staatspräsidenten betrug seit einer Erhöhung im Herbst 2007 – um 170 Prozent – wie das des Premierministers brutto 240.000 Euro im Jahr. Darüber hinaus erhält er jährlich ein Budget in Millionenhöhe, über das keine Rechenschaft abgelegt werden muss; dazu gehören zum Beispiel freie Kost und Logis im Palast oder Feriendomizile. François Hollande kündigte in seinem Wahlkampf eine Gehaltssenkung an und senkte als eine seiner ersten Amtshandlungen sein Gehalt sowie das des Premierministers und dessen Minister um 30 Prozent.

### Nachfolgeregelungen
Im Falle des Todes oder des Rücktritts des Präsidenten gehen die Amtsgeschäfte auf den Präsidenten des Senats über, der das Amt jedoch nur geschäftsführend ausübt. Dies war erstmals am 28. April 1969 nach Charles de Gaulles Rücktritt und ein weiteres Mal am 2. April 1974 nach Georges Pompidous Tod der Fall. Weil die Amtsvertretung nur interimistisch erfolgt, ist es nicht erforderlich, dass der Senatspräsident von seinem Amt zurücktritt. Gleichwohl wird Alain Poher, der zweimal als Senatspräsident die Amtsgeschäfte des Präsidenten übernehmen musste (1969 und 1974), als ehemaliger Staatspräsident angesehen und in der Präsidentengalerie auf den Webseiten des Élysée-Palastes geführt.
Grundsätzlich wird nach Tod oder Rücktritt des Präsidenten eine Neuwahl angesetzt, deren erster Wahlgang nicht früher als 20 Tage und nicht später als 35 Tage nach dem Eintritt der Vakanz des Amtes erfolgen muss. Da zwischen erstem und zweitem Wahlgang 15 Tage liegen können, kann der Senatspräsident maximal 50 Tage die Amtsgeschäfte des Präsidenten führen. Dabei hat er bestimmte Kompetenzen des Staatspräsidenten nicht:
- Er darf nicht die Nationalversammlung auflösen.
- Er darf keine Volksabstimmungen ansetzen.
- Er darf keine Verfassungsänderungen initiieren.

Befindet sich zur Zeit der Vakanz des Amtes des Staatspräsidenten kein Senatspräsident im Amt, so gehen die Befugnisse des Präsidenten auf das Kabinett über. Dies wird von einigen Staatsrechtlern so interpretiert, dass zunächst der Premierminister und im Falle seiner Verhinderung die Kabinettsmitglieder die Vertretung des Präsidenten übernehmen. Ein derartiger Fall gilt als äußerst unwahrscheinlich, da sich der Senat in einem solchen Fall einen Präsidenten wählen würde.
In der Dritten Republik (1871–1940) galt Artikel 7: „Im Falle der Vakanz durch Tod oder eine andere Ursache treten die beiden Kammern sofort zur Wahl eines neuen Präsidenten zusammen. Während der Zwischenzeit ist der Ministerrat mit der vollziehenden Gewalt bekleidet.“

## Transportmittel und Fahrzeuge

### Flugzeuge
Aktuell wird als Flugzeug des französischen Staatspräsidenten ein Airbus A330-200 verwendet. Dieser wurde von Nicolas Sarkozy 2010 bzw. 2011 beschafft. Nötig war dies, da es in der Zeit davor nicht möglich war, nonstop von Paris nach Tokio zu fliegen. 176 Millionen Euro kostete das damals gebraucht gekaufte Flugzeug.

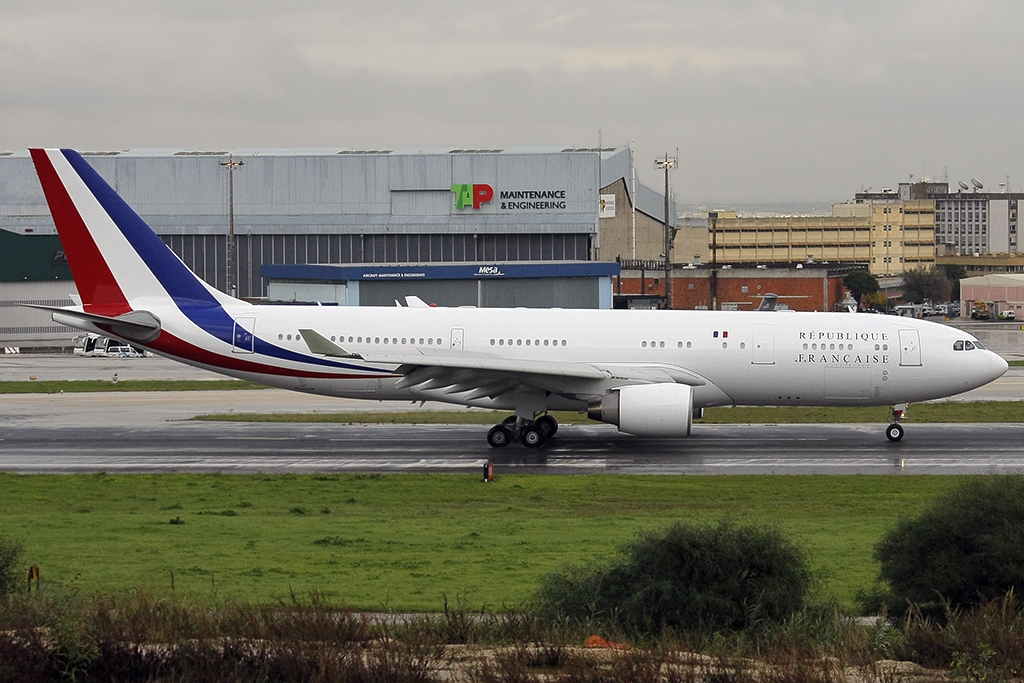
Airbus A330-200

In der Mitte des Flugzeugs befindet sich ein abhörsicherer Verhandlungsraum mit einem Konferenztisch und elf Sitzplätzen. Dem Präsidenten selbst stehen ein Salon mit Schreibtisch, Sitzecke, ein Doppelbett und eine Dusche zur Verfügung. Für Kritik sorgten nach dem Kauf teure Umbauten, wie etwa ein Herd für 75.000 Euro und Jalousien, die per Fernsteuerung bedienbar sind, für 300.000 Euro. Die Badewanne, die geplant wurde, musste wegen Überschwemmungsgefahr wieder verworfen werden. Für begleitende Personen, also für Berater, Leibwächter, Wirtschaftsvertreter und Journalisten, gibt es 60 Sitzplätze in einem Passagierraum gehobener Businessklasse. Außerdem ist auch ein Krankenbereich vorhanden.
Auch verfügt das Flugzeug über Sicherheitstechnik. Aufgrund von Terrorgefahr wurde ein Raketenschutzschild verbaut. Darüber hinaus hat es eine Wärmebildkamera, die mit einem Raketendetektor gekoppelt ist. Ein Laser würde im Notfall eine Boden-Luft-Rakete von ihrer Laufbahn abbringen und diese in großer Entfernung zur Explosion bringen.

### Fahrzeuge
Alle Fahrzeuge, die von französischen Staatspräsidenten in den letzten Jahrzehnten verwendet wurden, sind französischer Produktion. 

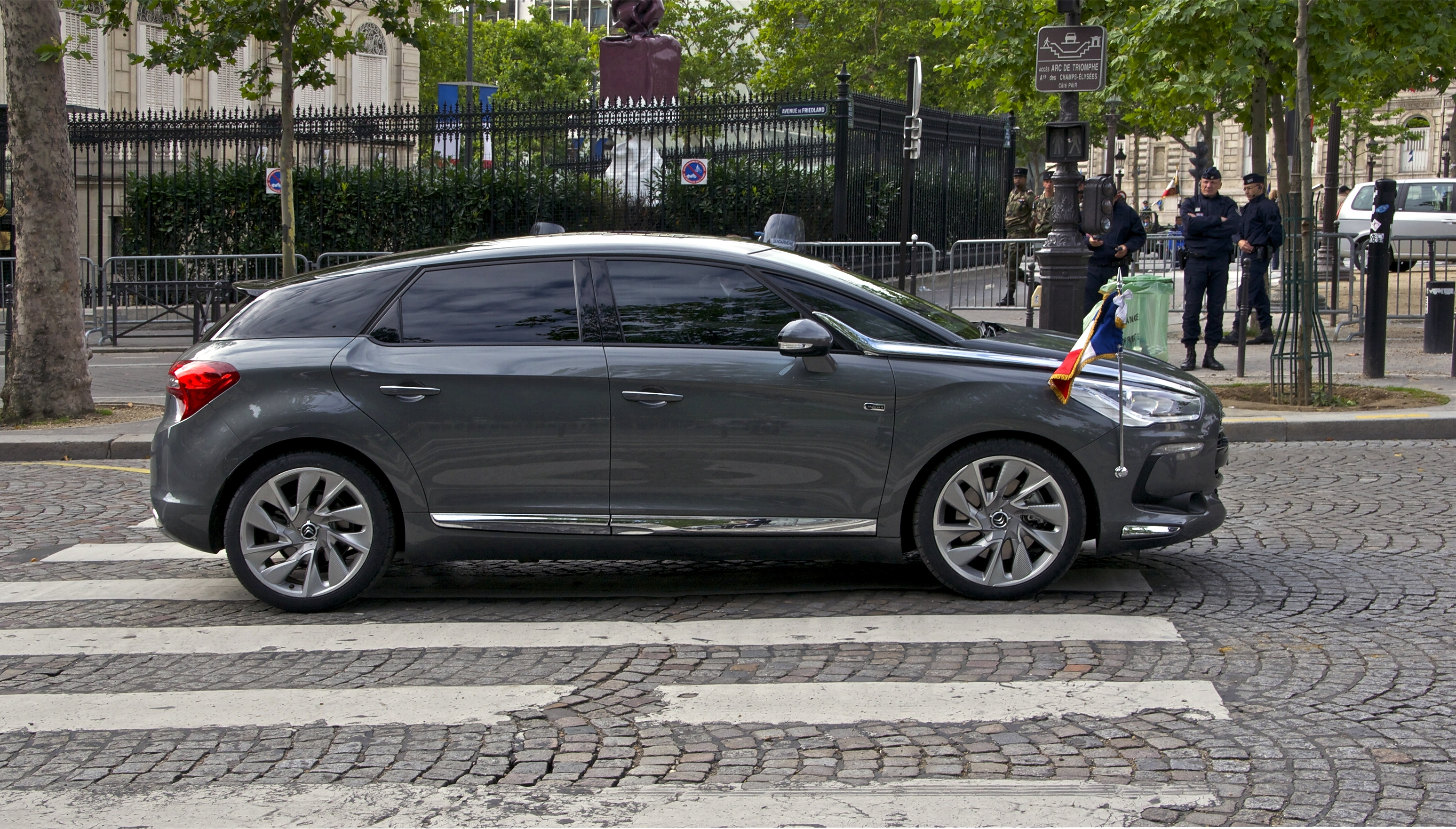
DS5 Hybrid des Präsidenten Hollande (2012)

Bis zur Einstellung der Modellreihe Citroën C6 wurden nahezu nur Limousinen der Oberklasse bzw. oberen Mittelklasse verwendet. Dies änderte sich, da zwischen dieser Zeit bis zur Einführung der DS 9 kein französischer Automobilhersteller mehr ein Fahrzeug dieser Klasse angeboten hat. Aktuell werden drei Fahrzeuge von Emmanuel Macron eingesetzt: Renault Espace, DS 7 Crossback Présidentielle und Peugeot 5008. Über eine zukünftige Verwendung der DS 9 wird spekuliert.

## Privilegien ehemaliger Staatspräsidenten
Auch ehemalige Staatspräsidenten genießen Privilegien. Zum Beispiel haben sie (und ihre jeweiligen Ehepartner) traditionell das Recht, kostenlos mit der Air France und der SNCF Erster Klasse zu reisen. Laut einer Schätzung kostet die Summe dieser und anderer Privilegien (Wohnung, Personal) bis zu 2 Millionen Euro pro Person im Jahr 2012, und ist auf 3,9 Millionen Euro pro Person im Jahr 2016 angestiegen.

## Besondere Ämter

### Kofürst von Andorra
Als Staatsoberhaupt von Frankreich ist der französische Staatspräsident ex officio neben dem Bischof von Urgell einer der beiden Kofürsten des Fürstentums Andorra. Die meisten damit einhergehenden Verpflichtungen werden von einem Persönlichen Vertreter im Kleinstaat übernommen. Seit der Einführung der andorranischen Verfassung vom 14. März 1993 ist die Rolle der beiden Kofürsten hauptsächlich zeremonieller Natur.
Mit dem Papst, welcher Oberhaupt des Heiligen Stuhls und des Vatikanstaats ist, sind beide Oberhäupter zweier Völkerrechtssubjekte.

### Ehrenkanoniker von St. Johannes im Lateran
Seit 1604 steht dem König von Frankreich der Titel des Ehrenkanoniker von St. Johannes im Lateran zu; als Rechtsnachfolger nimmt nun der Staatspräsident diese Aufgabe wahr. Allerdings nahmen einige Präsidenten, darunter auch François Hollande, dieses Amt nicht in Anspruch.